# Policía Nativa de Australia
La Policía Nativa de Australia fue una fuerza compuesta en su mayoría por aborígenes australianos, establecida en diversas regiones durante el siglo XIX para apoyar en la supresión de la resistencia aborigen contra la colonización europea.

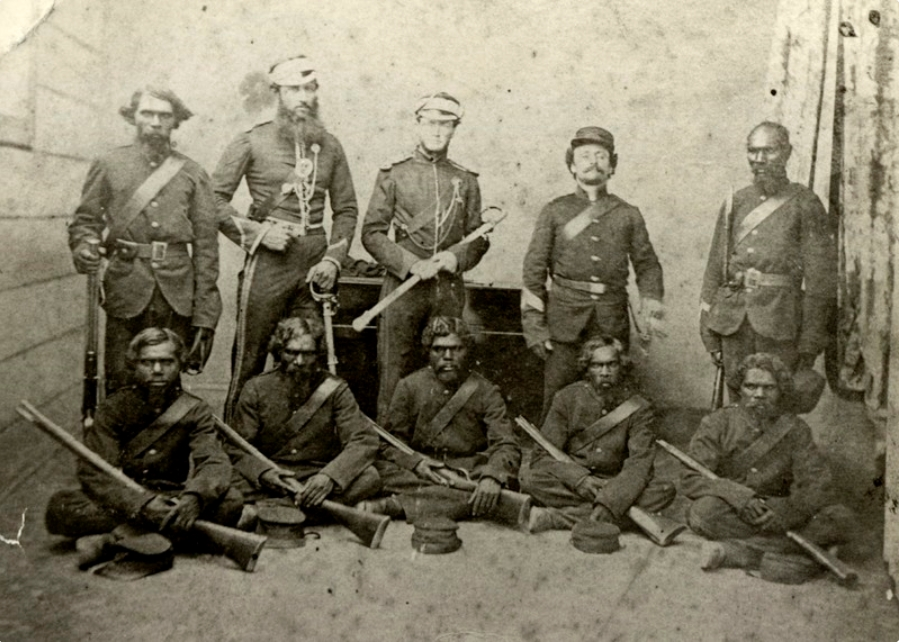
Unidad de la Policía Nativa de Australia, Rockhampton, Queensland, 1864.

## Historia y Organización
El término de «Policía Nativa» se utilizó por primera vez en la región de Port Phillip (actual Victoria) en la década de 1830 y se extendió a otras áreas como Nueva Gales del Sur y Queensland. Las unidades de la Policía Nativa estaban formadas por varones aborígenes reclutados y entrenados por oficiales europeos, quienes luego los dirigían en las misiones represivas. Los reclutas recibían entrenamiento militar, uniformes y armas.

## Actividades y operaciones
Las principales actividades del cuerpo policial fueron la búsqueda y captura de aborígenes que se resistían la colonización, así como la realización de acciones punitivas. También desempeñaban funciones menores como la búsqueda de personas desaparecidas, el envío de mensajes y la escolta de dignatarios a través de territorios desconocidos. Durante la fiebre del oro, también patrullaban los yacimientos auríferos y buscaban prisioneros escapados.

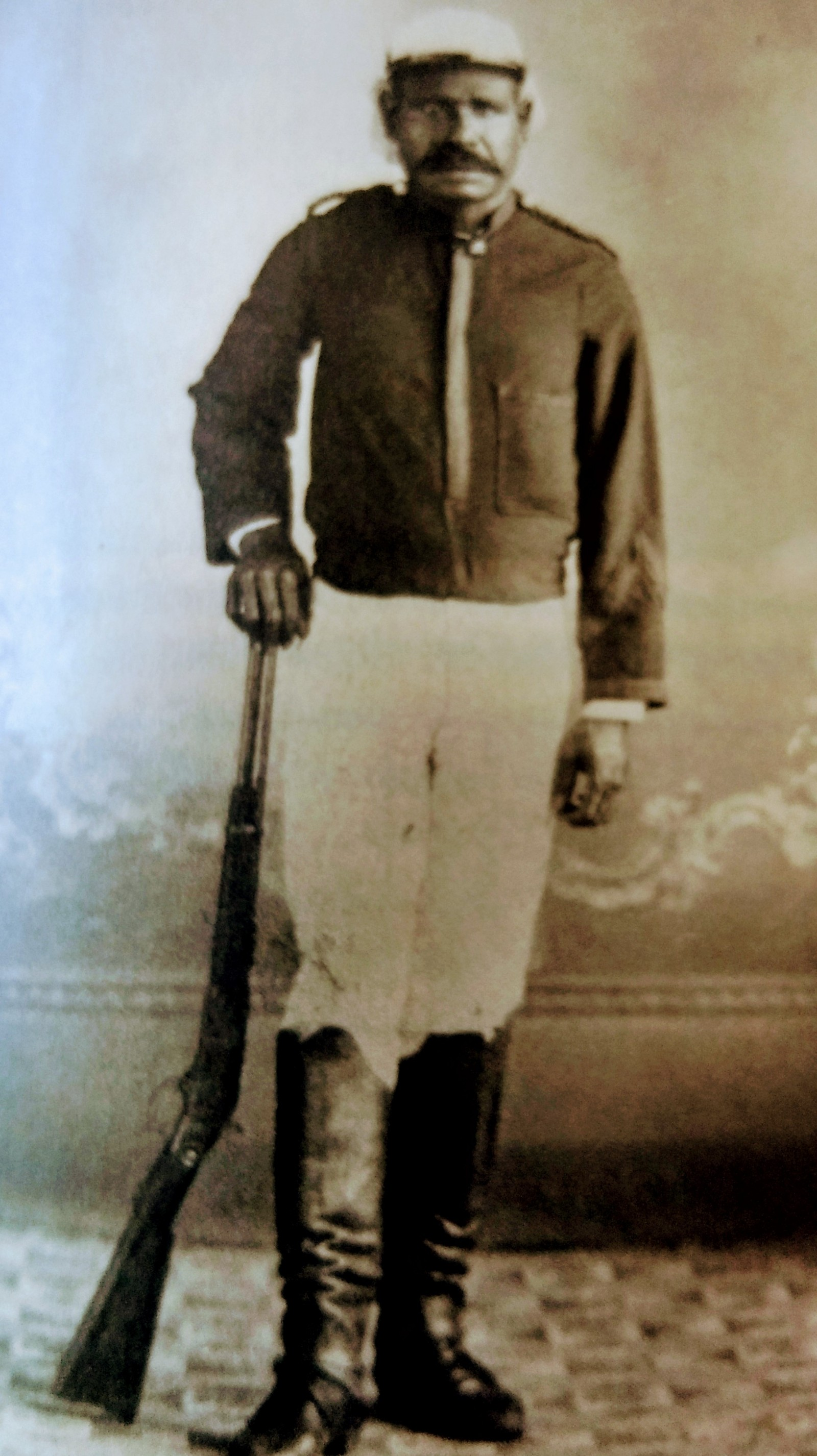
Miembro aborigen de la Policía Nativa.

## Policía polémica
La Policía Nativa de Australia fue responsable de numerosos enfrentamientos violentos y masacres de aborígenes. Por ejemplo, en el Distrito Occidental de Victoria en 1843 se produjo una  masacre contra las tribus Gunditjmara y Jardwadjali en la que murieron miles de aborígenes., las masacres contra las tribus Gunditjmara y Jardwadjali resultaron en el asesinato de miles de aborígenes.

## Declive y disolución
La efectividad de la Policía Nativa disminuyó con el tiempo debido a varios factores. Muchos de sus miembros abandonaron el cuerpo debido a sus bajos salarios y atraídos por  las minas de oro. La muerte de algunos de sus jefes clave, como el capitán Henry Edmund Pulteney Dana, también contribuyó a su desintegración. La fuerza fue oficialmente disuelta en 1853 en Victoria, aunque continuaron operando pequeños grupúsculos en diferentes regiones de Australia hasta finales del siglo XIX.
La Policía Nativa de Australia constituye un capítulo oscuro y enmarañado en la historia de la colonización de Australia, con un legado de violencia y enfrentamiento que todavía sigue siendo objeto de estudio y debate histórico.